# پل دوکا
پل آبراهام دوکا (به فرانسوی: Paul Abraham Dukas) آهنگساز، منتقد و مدرس موسیقی کلاسیک اهل فرانسه بود. او منتقد سرسخت آثار خودش بود و بسیاری از آنها را از بین برد.

## زندگی
در ۱ اکتبر ۱۸۶۵ در پاریس به دنیا آمد و در ۱۷ مه ۱۹۳۵ در پاریس در گذشت.
آموزش موسیقی خود را در هنرستان موسیقی (کنسرواتوار) پاریس انجام داد. جاییکه با کلود دبوسی آشنا گردید. ولی کنسرواتوار را بخاطر اینکه میخواست تمام وقت خود را صرف آهنگسازی کند نیمه کاره گذاشت. بعدها او به استادی کنسرواتوار رسید، از شاگردانش از جمله می‌توان به الیویه مسیان، خواکین رودریگو و موریس دوروفله اشاره کرد. 
نامدارترین اثر او سمفونی «شاگرد جادوگر» است که بر اساس شعری از گوته ساخته شده است با همین نام (شاگرد جادوگر به آلمانیDer Zauberlehrling) و در سال 1797 سروده شده است. بویژه پس از ساخت فیلم فانتازیا بسال ۱۹۴۰ توسط شرکت والت دیزنی بر اساس موسیقی پل دوکا به شهرت زیادی میان مردم عادی دست یافت. 
هنر دوکا بویژه در سازبندی بسیار درخشان است.

## برخی از آثار

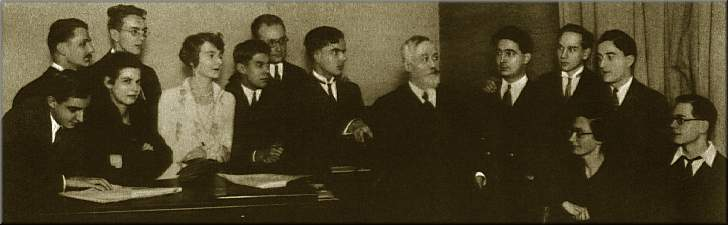
پل دوکا در کنسرواتوار پاریس به همراه شاگردانش (نفر اول سمت راست :الیویه مسیان)

- سمفونی
- شاگرد جادوگر
- سونات برای پیانو
- کانتات‌ها
- باله «لا پری»
- اپرای «آریان و ریش آبی»

## شنیدن آثار
- youtube
- deezer بایگانی‌شده  در ۲۲ اوت ۲۰۰۹ توسط Wayback Machine